# Comuna Starîi Taraj, Kremeneț
Starîi Taraj (în ucraineană Старий Тараж) este o comună în raionul Kremeneț, regiunea Ternopil, Ucraina, formată din satele Komarîn și Starîi Taraj (reședința).

## Demografie
Componența lingvistică a comunei Starîi Taraj
     Ucraineană (99,68%)
     Alte limbi (0,32%)
Conform recensământului din 2001, majoritatea populației comunei Starîi Taraj era vorbitoare de ucraineană (99,68%), existând în minoritate și vorbitori de alte limbi.